# بطولة العالم لسباقات فورمولا 1 موسم 1996
بطولة العالم لسباقات فورمولا 1 موسم 1996 عقدت في سنة 1996 م، وفاز بها دامون هيل (بالإنجليزية: Damon Hill)‏ من فريق ويليامز إف ون (بالإنجليزية: Williams)‏ بسيارته الرينو. دامون هيل الذي بدأ السباق في الخط رقم 9 حصل على أفضل توقيت في الجولة 5 من السباق في أسرع لفة له. هذا السائق في المجموع حصد 97 نقطة.

## الوصلات الخارجية
- الموقع الرسمي للفورمولا 1